# کولا

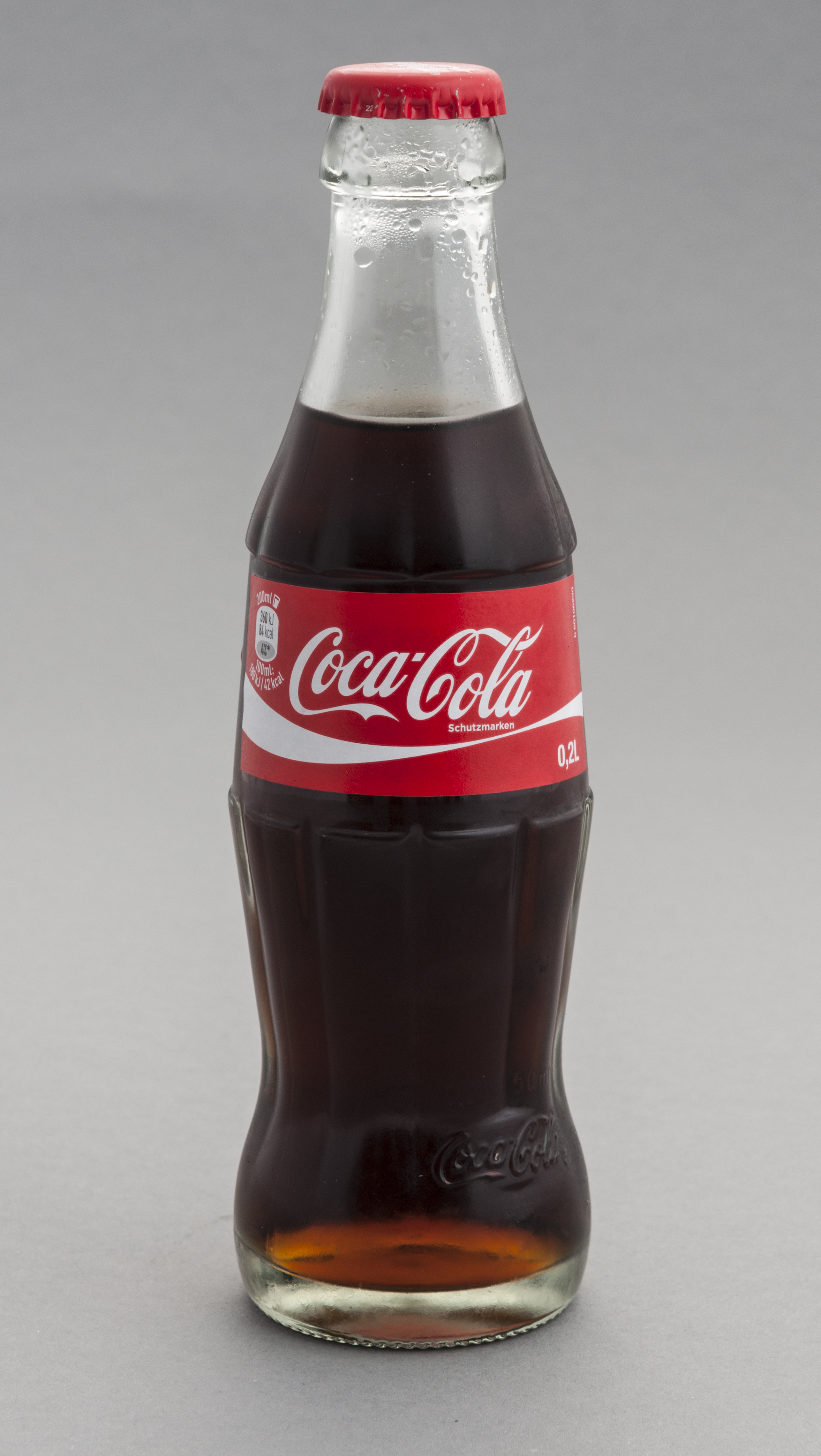
نوشیدنی کوکاکولا

کُولا (به انگلیسی: Cola) یک اسانس که معمولاً برای تولید نوشیدنی‌های غیر الکلی از آن استفاده می‌شود. همچنین در سایر خوراکی‌ها از جمله انواع آدامس‌ها، بستنی‌های یخی و پاستیل‌ها از این اسانس استفاده می‌کنند.
این اسانس از مغزهای میوه کولا گرفته می‌شود. درخت‌های کولا بومی جنگل‌های انبوه نواحی گرمسیری آفریقا می‌باشند.
این دانه‌های کولا شامل مقدار قابل توجهی کافئین هستند. دو شرکت کوکاکولا و پپسی از بزرگ‌ترین تولیدکنندگان نوشابه‌های کولا در جهان می‌باشند.
این محصول توسط جان پمبرتون (۱۸۳۱–۱۸۸۸م) داروساز آمریکایی در سال ۱۸۸۶ میلادی اختراع شده‌است.